# Look over my shoulder
『Look over my shoulder』（ルック オーヴァー マイ ショルダー）は、本田美奈子のベスト・アルバム。

## 解説
- シングル・コレクション。
- 「殺意のバカンス」、「好きと言いなさい」、「Sosotte」、「Oneway Generation」、「CRAZY NIGHTS」日本語バージョン、「HEART BREAK」日本語バージョンの6曲がアルバム初収録となった。

## 収録曲
1. 殺意のバカンス [4:06]
作詞：売野雅勇、作曲：筒美京平、編曲：中村哲
2. 好きと言いなさい [3:27]
作詞：売野雅勇、作曲：筒美京平、編曲：船山基紀
3. 青い週末 [4:09]
作詞：売野雅勇、作曲：筒美京平、編曲：船山基紀
4. Temptation（誘惑）（Single Version） [3:47]
作詞：松本隆、作曲：筒美京平、編曲：大谷和夫
5. 1986年のマリリン（Single Version） [4:00]
作詞：秋元康、作曲：筒美京平、編曲：新川博
6. Sosotte [3:29]
作詞：秋元康、作曲：筒美京平、編曲：鷺巣詩郎
7. HELP [4:05]
作詞：秋元康、作曲：筒美京平、編曲：大谷和夫
8. the Cross -愛の十字架- [5:01]
作詞・作曲：Gary Moore、日本語詞：秋元康、編曲：Guy Fletcher
9. Oneway Generation [4:29]
作詞：秋元康、作曲：筒美京平、編曲：大谷和夫
10. CRAZY NIGHTS（Japanese Version） [4:07]
作詞・作曲・編曲：ブライアン・メイ、日本語詞：秋元康
11. HEART BREAK（Japanese Version） [3:18]
作詞・作曲：John Wilson, Joe Jackson, Stephen Wilson、日本語詞：湯川れい子、編曲：大村憲司, John Wilson
12. 孤独なハリケーン [4:53]
作詞：小林和子、作曲：西木栄二、編曲：大村憲司
13. 悲しみSWING [3:24]
作詞：小林和子、作曲：西木栄二、編曲：大村憲司